# 名目金利
名目金利（めいもくきんり、英: nominal interest rate あるいは nominal rate of interest）とは、経済学用語の一つで、物価上昇率などを加味しないで表示している金利のこと。
これに対して物価上昇率を加味した金利のことを実質金利という。現在に一定の金額を名目金利で預けたとしても物価上昇率がそれ以上に高かったならば実質金利はマイナスということであり、預金を引き出した時には金額は上昇していても、その引き出した全額を使用して買い物を行う場合には金利がつく以前の預金をしていない段階よりも少ししか物品を買えないというわけである。多くの国では名目金利というのは実質金利よりも高くなっているというのが特徴でありプラスの状態であるが、それは極めて0%に近い数字であり、実質金利となればマイナスとなっている国が多い。